# Mortemart
Mortemart – miejscowość i gmina we Francji, w regionie Nowa Akwitania, w departamencie Haute-Vienne.
Według danych na rok 1990 gminę zamieszkiwały 152 osoby, a gęstość zaludnienia wynosiła 42 osoby/km² (wśród 747 gmin Limousin Mortemart plasuje się na 470. miejscu pod względem liczby ludności, natomiast pod względem powierzchni na miejscu 658.).

## Galeria

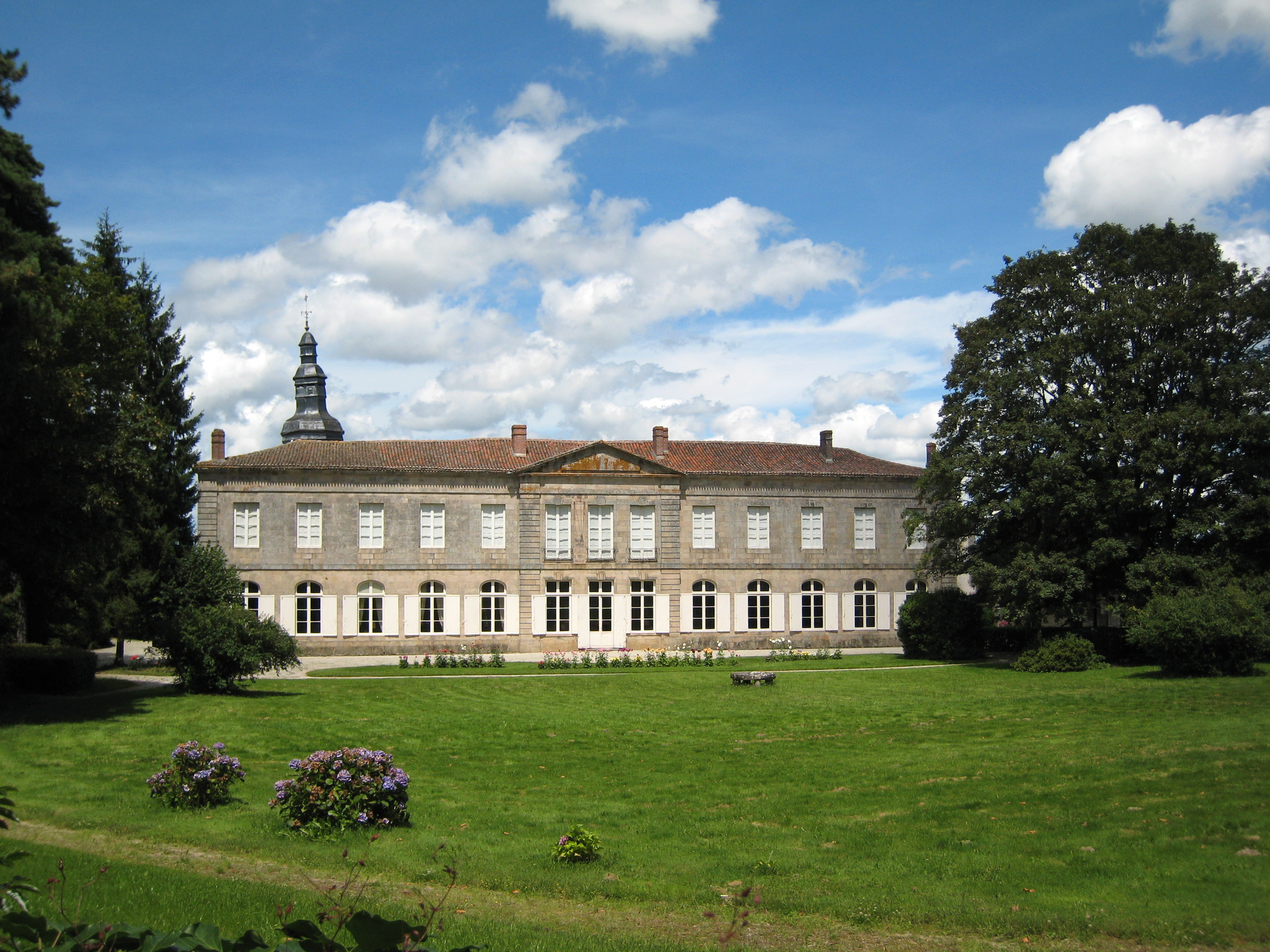
Zabytkowy Klasztor Augustianów[1] (2007)
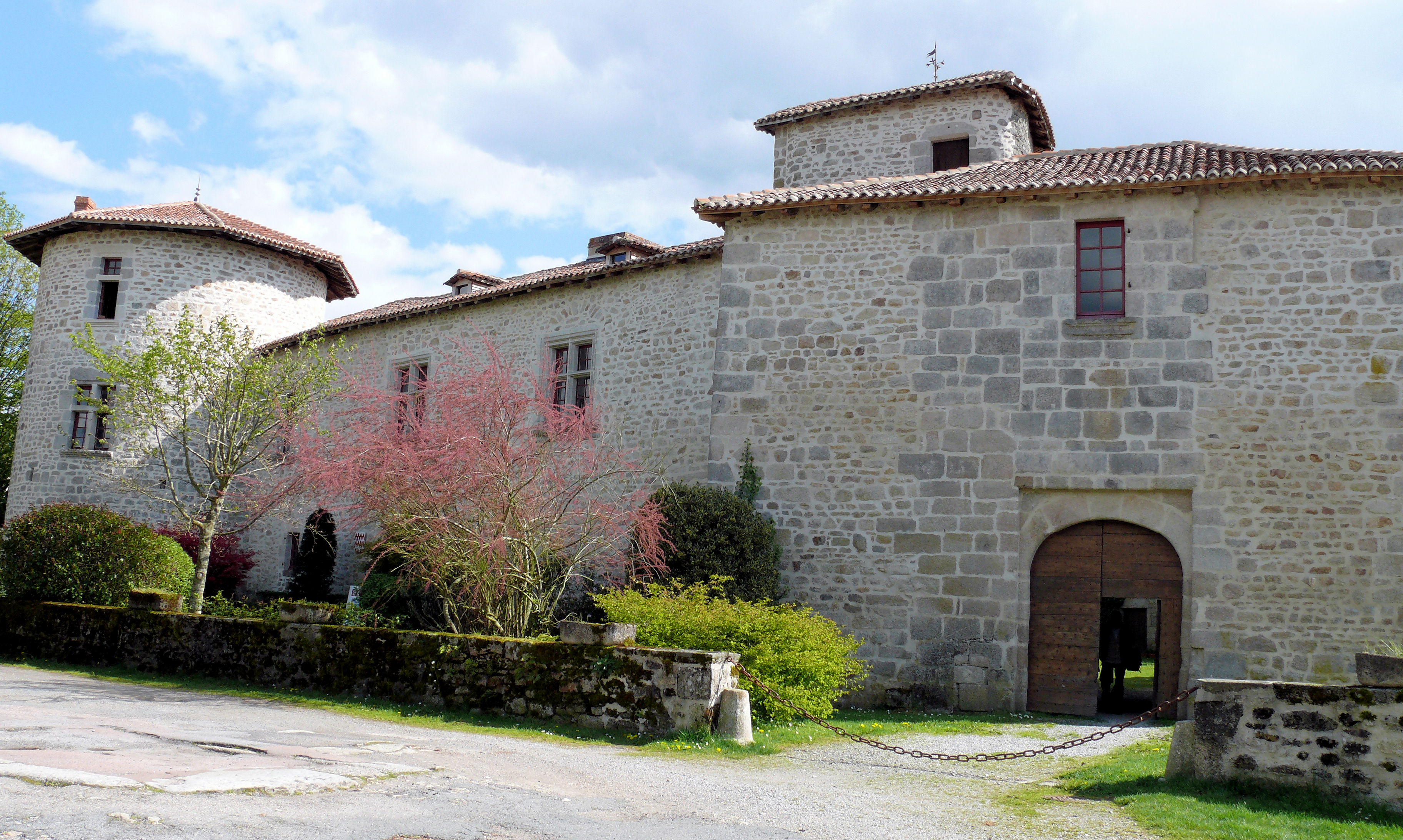
Zabytkowy Zamek Mortemart[2] (2009)
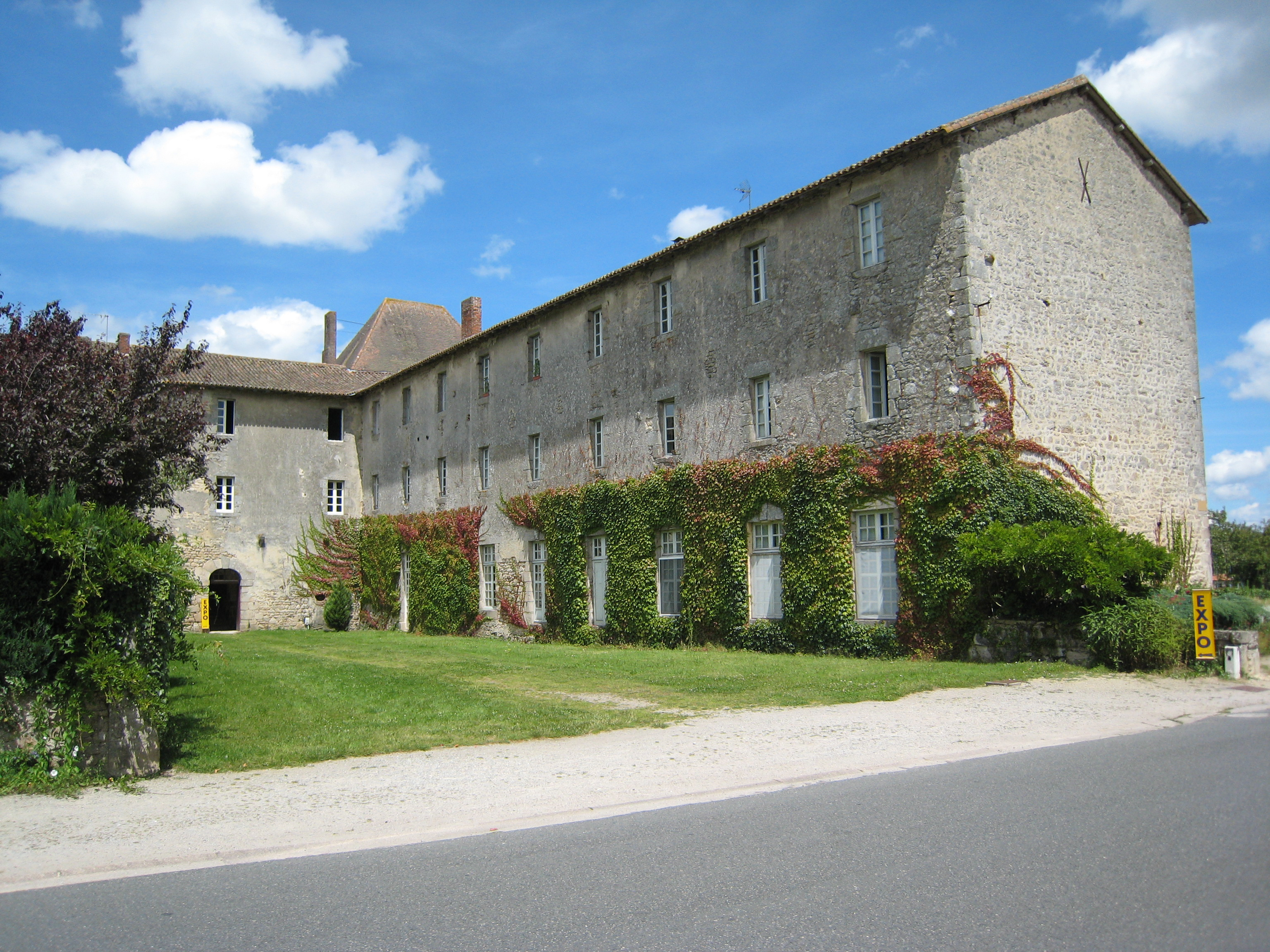
Zabytkowy Klasztor Karmelitów[3] (2007)

## Populacja

Populacja Mortemart w latach 1962–2008